# Виганего (Ђенова)
Виганего је насеље у Италији у округу Ђенова, региону Лигурија.
Према процени из 2011. у насељу је живело 186 становника. Насеље се налази на надморској висини од 400 м.